# Frei Inocêncio
Frei Inocêncio is een gemeente in de Braziliaanse deelstaat Minas Gerais. De gemeente telt 9.347 inwoners (schatting 2009).

## Aangrenzende gemeenten
De gemeente grenst aan Governador Valadares, Itambacuri, Jampruca, Marilac en Mathias Lobato.